# Орест (Чорняк)
Орест Петро Чорнок (англ. Orestes Peter Chornock, Орест Чорняк, словац. Orest Čorňak; 1880–1977) — церковний діяч у США родом із Закарпаття, митрополит.
Спершу греко-католицький священик; на тлі боротьби проти целібату в США створив у 1937 р. разом з частиною закарпатських священиків переважно з рядів москвофільськи наставленого товариства «Соєдиненіє», окрему карпато-руську православну єпархію, яка увійшла до юрисдикції константинопольського патріарха. У 1938 році Чорняка висвячено на єпископа (з 1965 — митрополита) Карпато-Руської Греко-Католицької Православної Церкви в Америці — American Carpatho-Russian Orthodox Greek Catholic Church (з осідком у Джонстауні). Спочатку москвофіл, згодом наблизився до українського табору.
У 1949 році він короткий час входив у склад новозаснованої «Української й Карпаторуської Митрополії всієї Північної й Південної Америки», яку було проголошено 13 березня цього року в катедрі Української православної церкви в Америці. Разом із ним сюди ввійшли митрополит на спочинку Польської православної церкви Іларіон (Огієнко) (якого було проголошено «митрополитом УПЦ всієї Північної і Південної Америки») та інший ієрарх Константинопольського патріархату — єпископ Богдан (Шпилька). Проте, ця митрополія не отримала продовження, бо вже 28 квітня того ж року єпископ Орест вийшов із неї.